# Puiești, Vaslui
Puiesti là một xã thuộc hạt Vaslui, România. Dân số thời điểm năm 2002 là 5076 người.